# Leo Copers
Leo Copers (Gent, 1947) is een Belgisch kunstenaar. Hij studeerde aan de Sint Lucas-hogeschool en aan de Kunstacademie van zijn geboortestad.

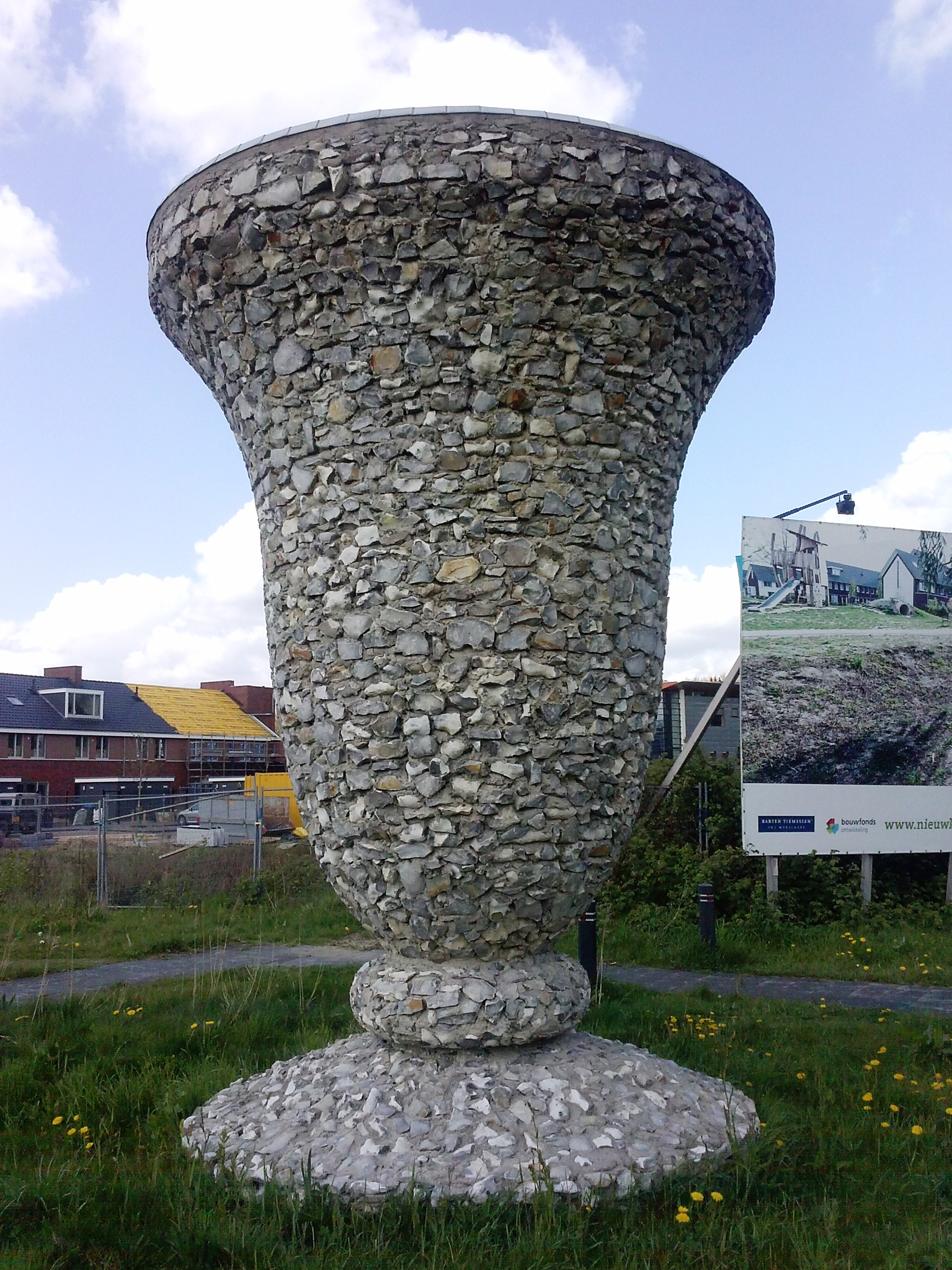
Vuursteen-Watervaas in Wageningen (1992)

Het oeuvre van Leo Copers vangt aan in 1969, toen hij een brandende gloeilamp onderdompelde in een bakje water. Dit werk, 'Waterlamp' geheten, werd het uitgangspunt voor een hele reeks andere, waaronder buislampen die op zee drijven of een soort van dam vormen in een rivier. Hij stak ook plaatselijk een vijver in brand en liet op een verhitte metaalplaat beurtelings een druppel water en een druppel olie neerkomen, zodat afwisselend een dampwolkje en een vlammetje verscheen. In 1972 zette hij een platenspeler in een bak met water en liet hem het liedje 'Fire' van The Crazy World of Arthur Brown draaien. 
Hij gaat te werk als een modern alchemist die tegengestelde elementen als vuur en water tot verzoening dwingt om zo tot een paradoxaal beeld te komen. Of als een dwarsdrijver die het onmogelijke wil onderzoeken, zoals zijn project om de watervallen van Coo in brand te steken, of in een bos één enkele boom in lichterlaaie te zetten. 
Uit zulke ideeën blijkt zijn verwantschap met René Magritte, die in zijn schilderijen vaak wonderlijke of absurde toestanden visualiseerde. Af en toe verwijst hij rechtstreeks naar Magritte, zoals met zijn ondersteboven hangend gordijn, of met zijn filmstrookje waarop een brandende tuba te zien is, die kunnen gezien worden als een onuitgesproken hommage aan Magritte. 
Copers zocht ook de tegenstellingen op het emotionele vlak, zoals liefde tegenover haat, of leven tegenover dood. Het eerste voorbeeld daarvan is de 'Remake Swastika' uit 1969, een hakenkruis, beschilderd met regenboogkleuren, dat om zijn as wentelt zodat de kleuren optisch versmelten tot wit. De regenboog is het resultaat van regen en zon (= water & vuur) en de swastika is in vele oude culturen een zonnesymbool en dus zeer positief. Het teken behoudt zijn connotatie met het nazisme, maar de regenboogtinten voeren het terug naar de oorspronkelijke betekenis, als om de agressie te neutraliseren die er in onze tijd van uitgaat. 
Een soortgelijke emotionele kortsluiting wordt opgewekt door de Gouden Kogel met Diamanten Punt uit 1977. De vorm verwijst naar brutale dood, maar de materialen symboliseren liefde en trouw. 
Zo ook de drie meer dan manshoge 'Vazen', waarvan de eerste bekleed is met vlijmscherpe scherven kristal, de middelste met botte stukken kristal en de derde met veelkleurige zijden chrysanten, door Copers bijeengeraapt op een kerkhof. De eerste vaas is hoogst onaanraakbaar en houdt een gevaar in, de tweede is hard maar glad, de derde alleen nog zachtheid, maar verwijzend naar de dood. 
Of hij vulde twee karaffen met wijn, waarbij de witte wijn vergiftigd is met belladonna, het vrouwelijk gif, en de rode met mandragora, het mannelijk gif. 
Soms is een sfeer van straf en foltering aanwezig, zoals in het werk 'KALON', het oud-Griekse woord voor schoonheid. De Griekse letters zijn uitgevoerd als een brandijzer en worden in een keteltje gloeiend gestookt. Schoonheid wordt een brandmerk. 
Hij liet ook scherpe messen in het rond zwaaien op keelhoogte, waarbij vonken overspringen - een aanblik die de kijker niet bepaald op zijn gemak stelt. En boven op het Gentse Museum voor Schone Kunsten liet hij een zwart vaandel met witte doodskop wapperen, alsof het museum door piraten was gekaapt. 
Andere werken leggen het accent op louter zachtheid en liefde, zoals regenboogkleurige vleugels gemaakt van duivenveren, of een tangaslipje van gefixeerde vlindervleugels. 
Zo gaat Copers steeds weer uit van antipoden die hij tegen elkaar uitspeelt, met nu eens een wrang of schokkend effect, dan weer met humor of melancholie. Hij legt graag verbanden met oude sprookjes waarin gelijkaardige effecten optreden: de prins is een kikker, de koets een pompoen. Hij liet zich ook inspireren door middeleeuwse sagen, ridderverhalen en zeeroversverhalen. Zijn 'Onzichtbaar Zwaard' is helemaal in kristal en wordt uitdagend op zijn punt gezet, als om de eigen broosheid te accentueren. 
In andere werken behandelt Copers de mythe van het kunstenaarschap, waarmee hij aansluit bij Piero Manzoni en Marcel Broodthaers. Hij schreef met een gouden pen zijn handtekening in eigen bloed, en plaatste ze in een gepantserde lijst achter kogelvrij glas. Verwant hiermee is zijn dichtgelaste brandkast waarin het certifikaat van echtheid van dat werk berust. 
In 1981 schilderde Copers op het strand een doek met een berglandschap. Bij het schilderijtje hoort een kleurenfoto, waarop hij in zwembroek te zien is tijdens het schilderen. Zo maakt hij het schilderij tot een conceptueel werk: niet het beeld van de bergen is van belang, maar de idee dat de geest van de kunstenaar zich in volstrekte vrijheid kan verheffen boven de waarneming van het moment. Omgekeerd schilderde hij in het gebergte een zeegezicht, eveneens met bijhorende foto. Beide werken dragen als titel 'De Blinde Ziener maakt een schilderij'. Als Blinde Ziener ging hij ook op museumbezoek, met witte stok en zwarte bril. 
In 2002 presenteerde Leo Copers zijn VIPAG of 'Vrijwillige Individuele Publieke Automatische Gevangenis', een kooi met tralies, bestemd om in de publieke ruimte te worden geplaatst. Men kan in de cel plaatsnemen en het traliewerk in het slot trekken, als om zichzelf een celstraf op te leggen. Als de cel bezet is brandt bovenop een rode lamp. In een vraaggesprek noemde hij de VIPAG zijn favoriete werk: "Je steekt er een euro in. Je volgt de instructies. De celdeur gaat open, je gaat binnen, de deur gaat dicht en dan zit je voor vijf minuten opgesloten. Bij laattijdig verlaten moet je er opnieuw één euro in steken en moet je opnieuw wachten. Er zijn ook bewakingscamera's voorzien die aangesloten zijn op het internet. Het is bedoeling dat mensen thuis vanop hun computer kunnen kijken of er iemand in het gevang zit. De VIPAG moet op een plaats staan waar veel mensen passeren. Als men in de VIPAG zit beken je aan iedereen openlijk je schuld want iedereen ziet je zitten. Het gebeurt niet in het geheim want dan heeft het geen zin."
In 2012 vormde hij het park achter het Gentse SMAK om tot een 'Museumkerkhof' door er tientallen grafstenen te plaatsen waarop men de namen en logo's leest van de bekendste Europese en Amerikaanse kunstmusea. Zo brengt hij de musea, bedoeld om de 'eeuwige' kunst voor eeuwig te bewaren, in direct verband met vergankelijkheid en dood. Het werk wekte ook enige controverse over het oneigenlijke gebruik van grafstenen in een park.  
Copers was onder meer artist in residence in het Museum voor Schone Kunsten te Gent